# Vincenzo Borg
Vincenzo „Ċensu” Maria Borg (ur. 11 stycznia 1777 w Birkirkara, zm. 18 lipca 1837 na Malcie) – maltański kupiec, jeden z głównych przywódców sił powstańczych podczas blokady Francuzów w latach 1798–1800.

## Życie i działalność

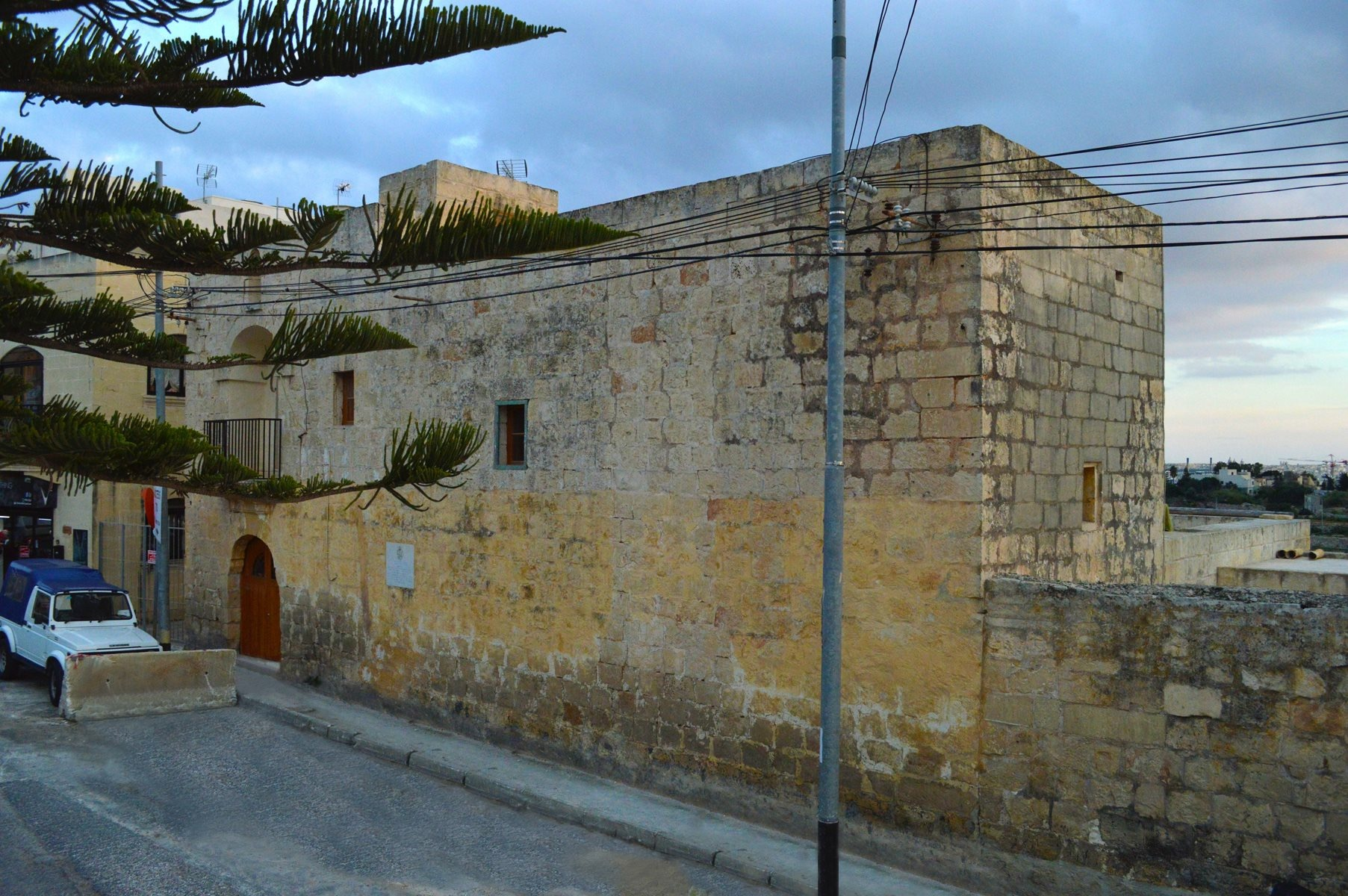
Ta’ Xindi Farmhouse, polowa kwatera główna Brareda w latach 1798–1800

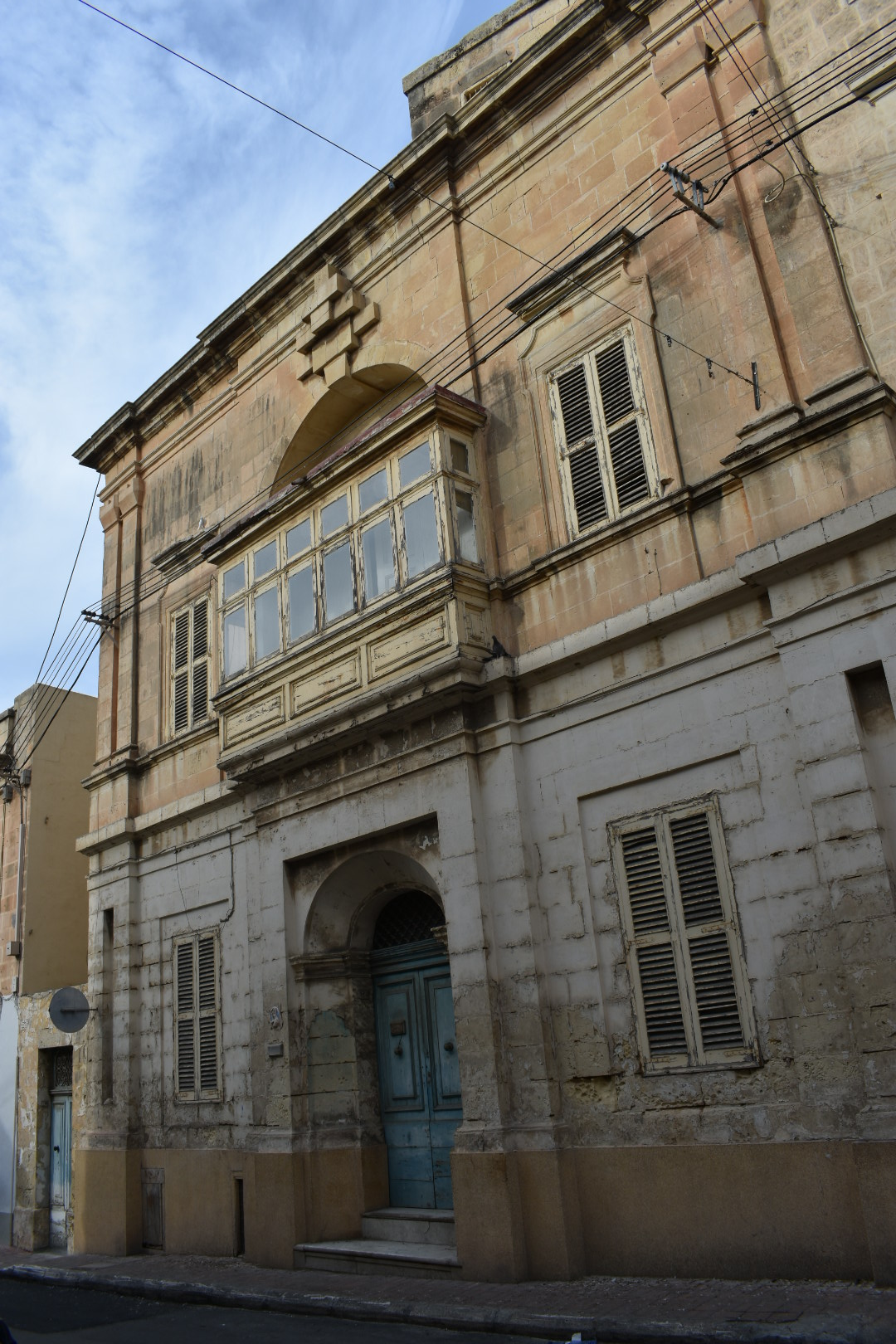
Rezydencja Vincenza Borga w Birkirkarze

Ċensu Borg, znany też pod pseudonimem Brared (lub Braret), urodził się 11 stycznia 1777 roku w mieście Birkirkara na Malcie. Był jednym z największych kupców bawełny i bardzo znaną osobą na wyspie.
Kiedy w roku 1798 Maltańczycy powstali przeciwko francuskim okupantom, Brared wybrany został przez mieszkańców Birkirkary i Mosty na ich przywódcę. Dowodził największym batalionem w powstańczej armii i stał się jednym z głównych dowódców powstania, na równi z Emmanuele Vitale i Franceskiem Caruaną.
Podczas blokady sił francuskich capomastri (mistrzowie budowlani) pod dowództwem Brareda zbudowali kilka baterii artyleryjskich do ostrzeliwania pozycji francuskich oraz uniemożliwiania kontrataków. Były to baterie Għargħar, Ta’ Għemmuna oraz kilka baterii w Sliemie. Brared miał swoją polową kwaterę główną w Ta’ Xindi Farmhouse, dziś jednym z kilku zachowanych obiektów blokady.
4 lutego 1799 roku Brared zasugerował komandorowi Alexandrowi Ballowi, aby objąć Maltę brytyjską ochroną. Wywiesił też pierwszą brytyjską flagę na wyspie. Za znaczącą rolę podczas blokady, 2 lutego 1801 roku Brared został odznaczony złotym medalem Pro Patria. W styczniu 1804 roku pokłócił się z Ballem z powodu domniemanych intryg politycznych i umieszczony został w areszcie domowym. 
9 lutego 1833 roku mianowany został Kawalerem Orderu św. Michała i św. Jerzego.
Vincenzo Borg zmarł 18 lipca 1837 roku, pochowany został w bazylice św. Heleny w swoim rodzinnym mieście Birkirkara.